# Molodiojnoïe
Molodiojnoïe (avant 1919: Metsäkylä) est une commune urbaine sous la juridiction de Saint-Pétersbourg faisant partie du district balnéaire (Kourortny) de l'agglomération.

## Personnalités
- Maria Krestovskaïa (1863-1910), romancière, y est morte dans sa « villa Marioki »